# Mouvement 5 étoiles
Le Mouvement 5 étoiles (en italien, Movimento 5 Stelle ou Cinque Stelle, M5S) est un parti politique italien fondé en 2009 par Beppe Grillo et Gianroberto Casaleggio et dirigé depuis le 6 août 2021 par Giuseppe Conte.
Se présentant comme une organisation ni de droite ni de gauche et ne se définissant pas comme un parti politique, il milite pour stimuler une forme de démocratie directe, par opposition aux formes de démocraties représentatives.
Lors des élections parlementaires italiennes de 2013, le mouvement recueille entre 23,8 % et 25,6 % aux deux chambres du Parlement. Aux élections municipales de 2016, il remporte les villes de Rome et de Turin. Avec environ 32 % des voix, il devance largement les autres partis politiques aux élections parlementaires italiennes de 2018 ; il forme alors un gouvernement de coalition avec la Ligue du Nord dirigée par l’indépendant Giuseppe Conte. En 2019, après le retrait de la Ligue, le parti forme une nouvelle coalition avec le Parti démocrate, Libres et égaux et Italia Viva.
À partir de 2019, le mouvement entame un déclin, accumulant les défections et les mauvais résultats électoraux, perdant notamment lors des élections municipales de 2021 à Rome et Turin, sans même se qualifier pour le second tour des scrutins.
Il limite cependant ce déclin en se positionnant en troisième position avec environ 16 % des voix aux élections parlementaires italiennes anticipées de 2022, organisées après la chute surprise du gouvernement Draghi, qui réunissait des partis divers. Il s'agit d'un score inespéré au vu des sondages, qui n'étaient pas favorables.

## Histoire

### Ascension (2009-2019)

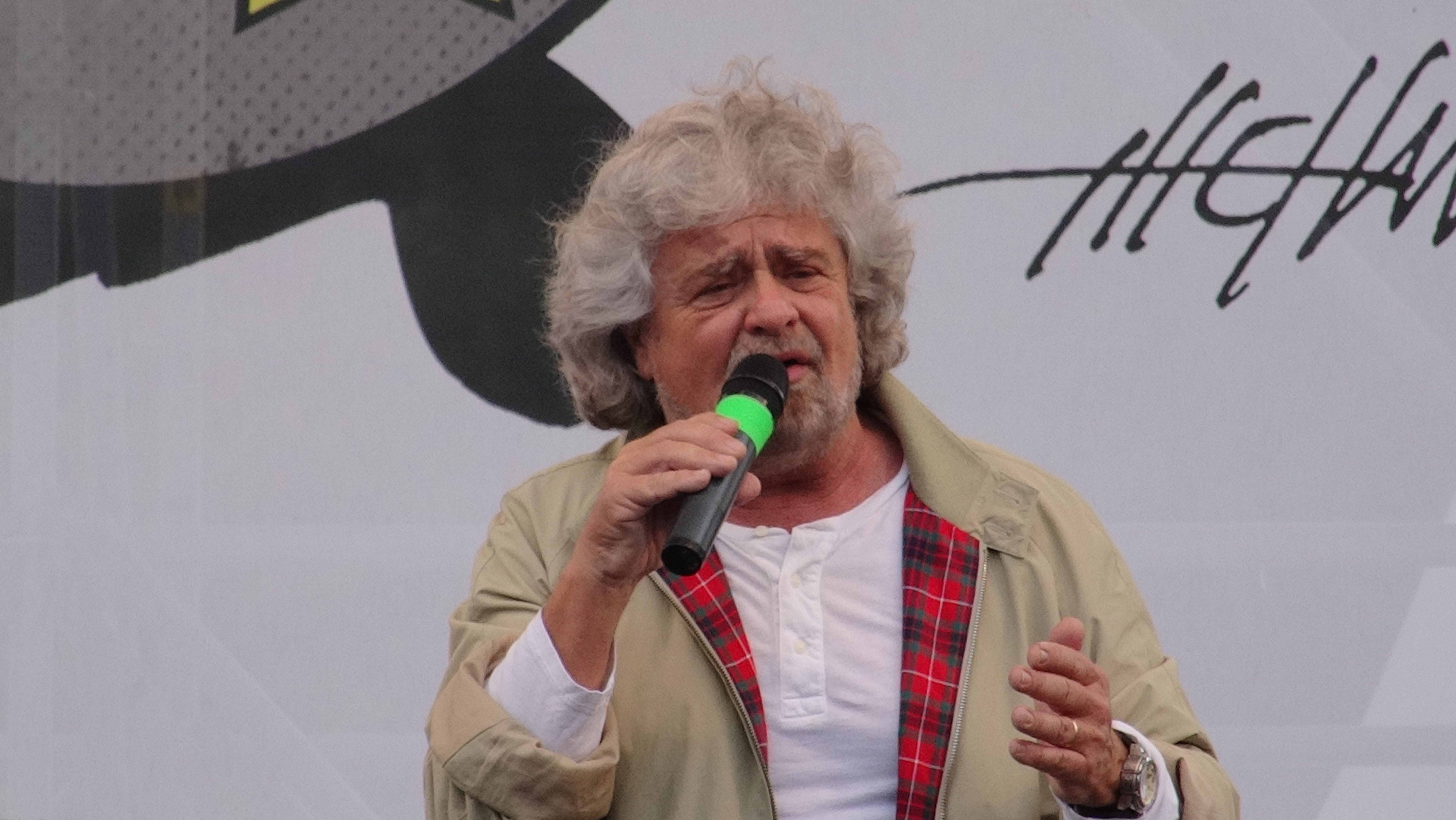
Beppe Grillo à Rome en 2014, lors de la campagne électorale du Mouvement 5 étoiles.

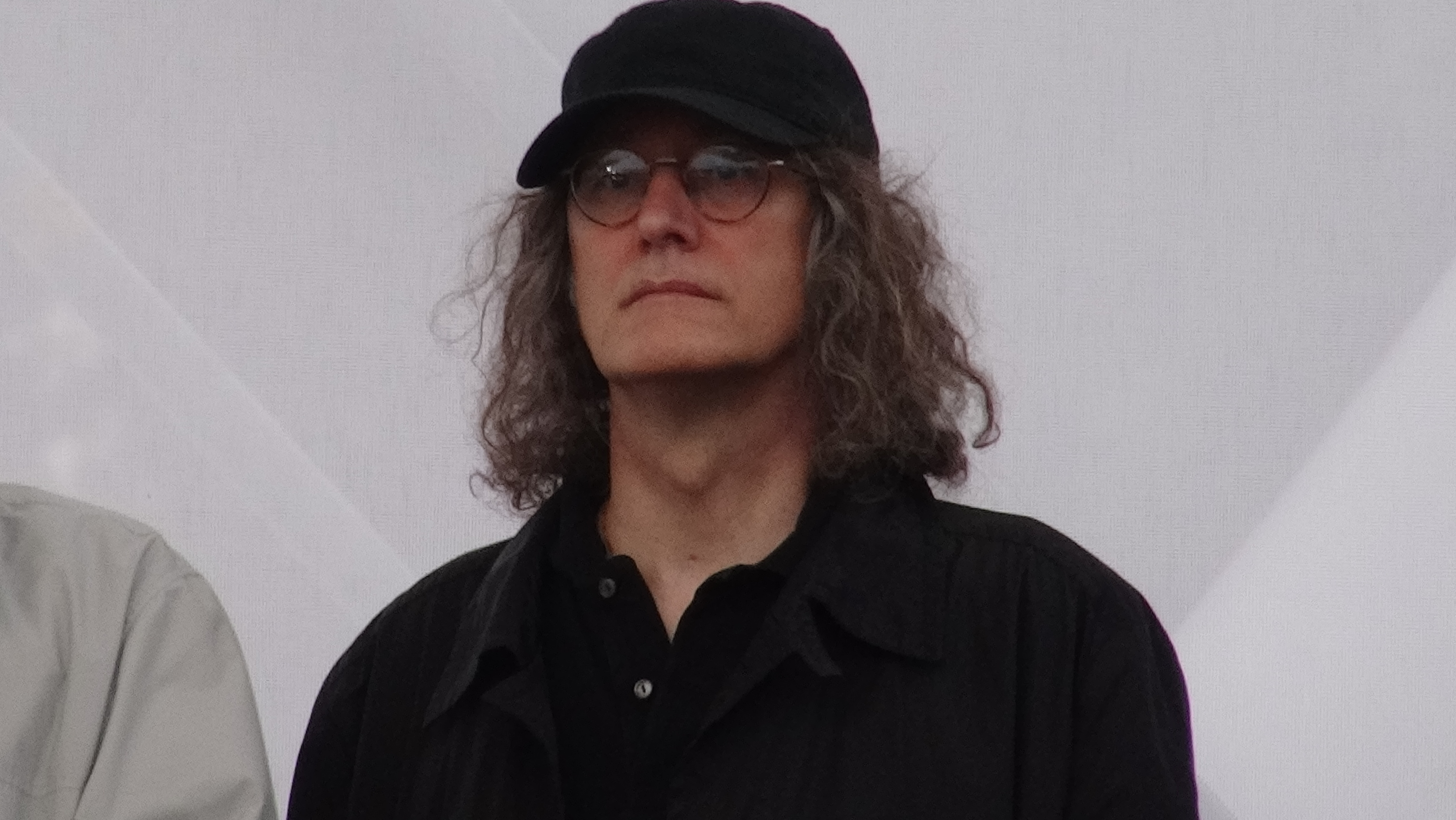
Gianroberto Casaleggio (1954-2016), cofondateur et idéologue du mouvement.

#### Origine du nom
L’origine des « cinq étoiles » se base sur cinq objectifs de départ du programme après des réflexions en ligne amorcées en 2005. Il s'agit de l'accès public à l'eau, du zéro déchets (via le tri, la réutilisation et le recyclage), des énergies renouvelables, de la mobilité durable et de la connectivité, via du wi-fi libre et gratuit. Le 5, écrit en chiffre romain (V), fait aussi référence au Vaffanculo fondateur,,.

#### Lancement et premiers succès (2009-2013)
Le Mouvement 5 étoiles est lancé à Gênes le 4 octobre 2009, à partir du site du blog de Beppe Grillo, sous la direction de Gianroberto Casaleggio. Il est créé dans le sillage du mouvement des Amis de Beppe Grillo, actif depuis 2005.
Le mouvement se qualifie de « non-parti », prône la démocratie participative directe, inspiré par son « garant » Beppe Grillo (il est également le président de l'association déclarée avec ce nom en décembre 2012). Il compte 100 000 inscrits environ et quatre conseillers régionaux élus lors des élections administratives, peu après sa création. Les intentions de vote lui donnent dans un premier temps moins de 5 % au niveau national, puis autour de 20 % à la veille des élections parlementaires italiennes de 2013.
Lors des élections municipales italiennes de 2012, le mouvement connaît un succès électoral conséquent, réussissant à faire élire un maire dès le 1er tour dans une petite ville et à participer au ballottage dans de nombreux chefs-lieux de province ou grandes villes dont Federico Pizzarotti à Parme. Au total, le mouvement gagne 4 mairies et dépasse les 10 % dans plusieurs villes du Nord d'Italie, mais seulement 5 % dans le Sud. Lors des élections anticipées de l'Assemblée régionale sicilienne, le 28 octobre 2012, le mouvement se classe au troisième rang des coalitions et devient la première force politique de Sicile, avec plus de 18 % des voix.
Les militants du mouvement sont appelés « grillini »,.
Le mouvement se revendique populiste : « Le M5S n’est ni de droite ni de gauche : il est du côté des citoyens ».
Difficile à classer, avec un électorat éparpillé, il est généralement considéré comme un parti attrape-tout et centriste.

##### Élections parlementaires de 2013
Lors des élections parlementaires italiennes de 2013, qui ont lieu en février, le Mouvement 5 étoiles arrive en troisième position, derrière la coalition de centre gauche de Pier Luigi Bersani et la coalition de centre droit de Silvio Berlusconi, mais loin devant la coalition du président du conseil sortant, Mario Monti. Avec plus de 23 % des voix, il est considéré comme le grand gagnant du scrutin, puisqu'il devient le premier parti,. Le M5S obtient ainsi l'élection de 163 parlementaires à sa première expérience électorale. Beppe Grillo, chef de coalition, n'était pas candidat.
Aucun des parlementaires du mouvement n'a jamais été élu précédemment. Ils ont été sélectionnés par un vote sur Internet, sont plus féminisés (38 %) par comparaison avec les autres partis. 32 000 inscrits repartissent leur vote sur les 1 400 candidats dont beaucoup sont des néophytes de la politique. La moyenne d'âge des élus est de 37 ans (33 ans à la Chambre, 43 au Sénat) : ce seront les groupes les plus jeunes du Parlement italien élu, lui-même le plus jeune des 16 législatures précédentes. Luigi Di Maio, étudiant de 27 ans, est élu vice-président de la Chambre des députés le 21 mars 2013. Le Conseil représentatif des institutions juives de France a dénoncé la désignation à la tête du groupe parlementaire à la Chambre des députés de Roberta Lombardi, une juriste qui avait suscité la polémique à cause de propos sur son blogue laissant entendre pour certains journalistes une admiration pour le fascisme italien, notamment sur son « sens très élevé de l’État et de la protection de la famille »,,.

#### Dans l'opposition (2013-2018)
Aux élections municipales partielles de 2013, le Mouvement 5 étoiles ne recueille pas le succès électoral initialement escompté, obtenant un score significativement plus faible qu'aux élections parlementaires et ne se maintenant au second tour dans aucune grande ville. Beppe Grillo, qui jusque-là refusait d'être interrogé et conspuait le monde journalistique, change de tactique et participe désormais à des talks-shows, de même que les élus du mouvement,.

##### Élections européennes de 2014
Lors des élections européennes de 2014, le mouvement obtient 21,1 % et 17 députés, largement distancé par le Parti démocrate de Matteo Renzi, qui obtient 40,8 % et 31 sièges
Son affiliation au Parlement européen a été décidée unilatéralement par Beppe Grillo, ce qui provoqua un rejet massif de la part des élus et militants du mouvement[réf. nécessaire]. À la suite de ce coup de force, le 13 juin 2014, Beppe Grillo propose un vote en ligne pour faire légitimer a posteriori sa décision. Le vote est largement boycotté[réf. nécessaire], les rares votants choisissent de rejoindre le groupe Europe de la liberté et de la démocratie directe (ELDD), présidé par le Britannique Nigel Farage (Parti pour l'indépendance du Royaume-Uni, UKIP) et réunissant des partis eurosceptiques. Le M5S et UKIP détiennent, au lendemain des élections, 41 des 48 sièges du groupe.

##### Restructuration de 2014
À partir de 2014, le Mouvement 5 étoiles connaît de profondes mutations tout en continuant son développement.
En effet, en février 2014, des conflits internes touchent le mouvement. Quatre sénateurs du Mouvement 5 étoiles sont exclus du parti à la demande de Beppe Grillo pour avoir critiqué son attitude lors d'un entretien avec le nouveau président du Conseil, Matteo Renzi. Cette décision est critiquée comme étant une « purge ». Par la suite, plusieurs parlementaires quittent le groupe du M5S à la Chambre des députés et au Sénat.
Quelques mois plus tard, en novembre 2014, Beppe Grillo se met en retrait et confie la direction du Mouvement 5 étoiles à un directoire composé de cinq membres, dont Luigi Di Maio

##### Victoire à Rome et Turin en 2016
L'année 2016 du mouvement est marquée par le décès de Gianroberto Casaleggio (cofondateur et idéologue du M5S) et deux victoires importantes lors des élections municipales. En effet, le Mouvement 5 étoiles remporte deux grandes villes (Rome avec Virginia Raggi et Turin avec Chiara Appendino), ce qui le relance et lui permet de faire figure de premier parti d'opposition au président du Conseil, Matteo Renzi.

##### Élections parlementaires de 2018
En septembre 2017, Luigi Di Maio remporte une primaire interne le désignant chef du parti et candidat du mouvement à la présidence du Conseil des ministres dans le cadre des élections parlementaires de 2018.
Le parti réalise un score historique, devenant le premier parti d'Italie, loin devant les autres. Avec 32,7 % des suffrages exprimés en sa faveur ainsi que 228 députés et 112 sénateurs, le parti se retrouve au centre de la scène politique et peut ainsi choisir des éléments de la coalition de centre droit ou de centre gauche pour composer un gouvernement.

#### Gouvernement Conte I (2018-2019)
Le gouvernement Conte, composé du M5S et de la Ligue, est formé le 1er juin 2018. Parmi ses principales mesures se trouvent la mise en place d'un revenu universel, l'abaissement de l'âge de la retraite, et une lutte intensifiée contre l'immigration illégale et la corruption politique.
Aux élections régionales italiennes de 2018, le parti améliore légèrement ses résultats mais ne parvient pas à remporter de présidence de région. Dans quatre régions la tendance est à la hausse pour le parti, au Molise elle est en forte hausse tandis que le parti perd des voix en Frioul-Vénétie-Julienne.

### Déclin et scissions (depuis 2019)

#### Élections européennes de 2019 et crise gouvernementale
Lors des élections européennes de 2019, le Mouvement 5 étoiles connaît un fort recul, avec 17 % des voix et 14 députés. Dans le même temps, la Ligue obtient 34 % et 29 sièges, un résultat qui s’inscrit dans la poursuite de l’inversion de tendance observée au sein de la coalition gouvernementale depuis les élections parlementaires de 2017. Au Parlement européen, le Mouvement 5 étoiles ne parvient pas à intégrer un groupe et rejoint les non-inscrits, ce qui constitue une première pour un parti de gouvernement.
À la suite de dissensions entre les deux partis du gouvernement sur des questions telles que le soutien au projet de ligne ferroviaire Lyon-Turin ainsi qu'à l'inversion de la tendance électorale constatée au précédent scrutin, la Ligue décide de quitter la coalition gouvernementale le 8 août 2019 et réclame des élections anticipées. Giuseppe Conte juge « irresponsable » cette décision qui fait selon lui « courir de graves risques » à l'Italie.

#### Gouvernement Conte II
Un deuxième gouvernement Conte, composé du Mouvement 5 étoiles, du Parti démocrate et de Libre et égaux voit le jour le 5 septembre 2019 après avoir été approuvé par les internautes de la plate-forme Rousseau, développée par le Mouvement 5 étoiles.
Aux élections régionales de 2019, le Mouvement 5 étoiles ne remporte aucune présidence de région et ses résultats sont jugés décevants. Dans les Abruzzes, en Sardaigne et en Basilicate, là où le parti est généralement plus implanté, le M5S est loin de remporter les présidences de ces régions. Au Piémont, le parti est en recul. En Ombrie, la coalition inédite composée du Mouvement 5 étoiles et du Parti démocrate, formée en opposition à la coalition de centre droit, est un échec. La candidate de la Ligue, Donatella Tesei, remporte largement la présidence de la région et le M5S chute à 7 % des suffrages.
Le 22 janvier 2020, Luigi Di Maio démissionne de sa fonction de président du Mouvement 5 étoiles. Il est remplacé par Vito Crimi à titre intérimaire.

#### Gouvernement Draghi
Après la crise politique qui entraîne en janvier 2021 la chute du gouvernement Conte, les militants du M5S décident, à la suite de la recommandation de Beppe Grillo, de la participation du Mouvement au gouvernement dirigé par Mario Draghi après la consultation de ses militants sur la plateforme Rousseau le 11 février. Dans le nouveau cabinet, le M5S obtient quatre portefeuilles ministériels, Federico D'Incà est reconduit aux Relations avec le Parlement et Luigi DiMaio aux Affaires étrangères. Cependant, lors du vote de confiance au Sénat le 17 février, puis à la Chambre des députés le lendemain, 15 sénateurs et 30 députés du parti votent contre, s'abstiennent ou ne sont pas présents lors du vote.
À partir de son intégration dans l'alliance de gouvernement, le M5S connaît une crise parlementaire qui voit plus de 20 % de ses élus – démissionnaires ou exclus – le quitter tandis que la formation subit des déroutes lors de toutes les élections locales et que les municipalités de Rome et Turin, conquises en 2016 par le mouvement et censées être sa vitrine connaissent une gestion chaotique.

#### Élections régionales de 2020
Lors des élections régionales de 2020, le M5S, continuant son effondrement depuis les élections de 2018, crédité d'une moyenne de 7,6 % n'arrive à passer la barre des 10% dans aucune des régions, perdant des sièges dans la plupart de celles-ci.

#### Élections municipales de 2021
À l'occasion des élections municipales de 2021, le M5S s'effondre. La gestion de la maire sortante de Rome, Virginia Raggi, première femme à gouverner la capitale et sa plus jeune maire, est associée au déclin de la ville, ce qui lui vaut, ainsi qu'à son parti, une réputation nationale d'incompétence : elle obtient un score de 19,09 %, la positionnant seulement en quatrième position au premier tour, ne se qualifiant pas pour le second tour remporté par le candidat du Parti démocrate, Roberto Gualtieri, ; de même, à Turin, la maire Chiara Appendino ne se représente pas et la candidate du parti M5S recueille à peine 9 % au premier tour, tandis que le second tour est remporté par Stefano Lo Russo, également candidat du Parti démocrate.

## Dirigeants
| Photo          | Nom (naissance - décès) | Début du mandat   | Fin du mandat     | Élection |
| -------------- | ----------------------- | ----------------- | ----------------- | -------- |
| Beppe Grillo   | Beppe Grillo (1948-)    | 4 octobre 2009    | 23 septembre 2017 | Aucune   |
| Luigi Di Maio  | Luigi Di Maio (1986-)   | 23 septembre 2017 | 22 janvier 2020   | 2017     |
|                | Vito Crimi (1972-)      | 22 janvier 2020   | 6 août 2021       | intérim  |
| Giuseppe Conte | Giuseppe Conte (1964-)  | 6 août 2021       | en fonction       | 2021     |

## Ligne politique
Le mouvement se qualifie d'« association libre de citoyens ».
Les cinq étoiles symbolisent : l'eau publique, les transports « durables », le développement, la connectivité et l'environnement. Le V majuscule en rouge représente le chiffre romain V (cinq) et renvoie également au terme « vaffanculo », par référence au « V-Day » organisé en 2007 (« va te faire foutre »).
Dans le Mouvement 5 étoiles convergent des thèmes issus de l'écologisme et de l'antipartisme. Promouvant la participation directe des citoyens dans la gestion des affaires publiques à travers des formes de la démocratie numérique, le mouvement utilise les réseaux sociaux comme un moyen d'information s'exerçant sans censure, permettant une grande liberté. Ce mouvement vise à changer radicalement la société, mais aussi la façon de faire de la politique.
Du point de vue économique, il prône la création d'emplois « verts », le développement des énergies propres, la décroissance, rejette ce qui est coûteux et polluant, comme les incinérateurs de déchets, et aspire à une meilleure qualité de vie.
Le programme économique du mouvement est d'inspiration keynésienne et prône une relance de l'investissement public pour stimuler la croissance. Il préconise par ailleurs « la réduction de la dette publique à travers de fortes interventions sur le coût de l’État avec la lutte contre le gaspillage et le recours aux nouvelles technologies pour consentir au citoyen l'accès aux informations et aux services sans avoir besoin d'intermédiaires »[réf. souhaitée] ainsi que l'abolition des stock options et des cascades de holding pour les sociétés cotées.
Durant la campagne pour les élections parlementaires de 2013, d'autres problématiques apparaissent, comme le refus de rembourser la dette publique ou la sortie de l'Italie de la zone euro ainsi que la création d'un « revenu de citoyenneté » pour tous, y compris pour les précaires, dont le coût est évalué entre 20 et 30 milliards d'euros. À cette époque, pour passer de la contestation à la proposition, le mouvement a consulté Jean-Paul Fitoussi de l'OFCE, ainsi que Bruce Greenwald (université Columbia), Mauro Gallegati (it) (université polytechnique des Marches) et Joseph E. Stiglitz (université Columbia, prix de la Banque de Suède).
Le Mouvement 5 étoiles propose l'adoption de projets de grande envergure en faveur de l'informatisation, de la conservation de l'énergie, de l'élimination des déchets et de la protection du territoire face à l'ultra-urbanisation. Il se définit comme « hors du clivage gauche-droite » mais d'après une enquête de l'Istituto Cattaneo, une écrasante majorité des électeurs du mouvement serait issue des partis de centre gauche, d'après un article de 2012 de Massimo Gramellini pour La Stampa. À l'occasion des élections parlementaires de 2018, Mediapart estime que le programme du M5S, « hostile aux migrants et favorable à des baisses d’impôts, le situe clairement à droite ». Le chercheur Fabrizio Li Vigni présente quant à lui le M5S comme « un mouvement antinéolibéral. Il le dépasse avec un discours pragmatique et postidéologique, car il veut éviter la symbolique des partis traditionnels. Mais ses idées, à la base, sont de gauche, et c’est un programme social qu’il cherche à mettre en œuvre ».
Pour le journaliste et universitaire Erhard Stackl, il s'agit d'un « populisme qui va au-delà du clivage droite-gauche ».
Dans le programme du Mouvement 5 étoiles convergent les thèmes écologiste et anti-particratie et la promotion de la participation directe des citoyens à la gestion publique par l'utilisation de formes de démocratie numérique.
En vue de la campagne pour les élections parlementaires de mars 2018, Luigi Di Maio est élu à la tête du Mouvement 5 étoiles en septembre 2017. Considéré comme davantage modéré que ses prédécesseurs, il aborde les élections sur un ton moins anti-système et eurosceptique. Le mouvement revient notamment sur son principe de non-alliance avec d'autres partis et, le 22 janvier 2018, présente un programme en vingt points devant servir de base pour d'éventuelles négociations au lendemain du 4 mars.

### Europe
Le M5S s'engage dans un premier temps à lancer un référendum sur la sortie de l'Italie de la zone euro.
Le 9 janvier 2017, Beppe Grillo propose de rejoindre l'Alliance des démocrates et des libéraux pour l'Europe (ADLE), un groupe parlementaire centriste, libéral et fédéraliste. Cette proposition est approuvée par 78,5 % des votants en ligne, mais est rejetée le jour même par l'ADLE. Cela marque néanmoins la fin du positionnement eurosceptique historique du mouvement. En effet, Luigi Di Maio déclare au Monde : « Le Mouvement 5 étoiles est pro-européen », prônant ouvertement une position europhile. Il soutient aussi la position à ce sujet d'Emmanuel Macron et estime que grâce au Brexit, l'Italie peut jouer un rôle majeur dans l'UE.
À l'occasion de la campagne pour les élections parlementaires de 2018, l'abandon de la promesse d'un référendum sur l'euro va dans le sens voulu par Di Maio de concentrer la campagne du Mouvement 5 étoiles sur l'économie, la réduction des impôts, la lutte contre la corruption et la simplification administrative.
Le Mouvement se démarque de son partenaire de coalition, la Ligue, dont la ligne est considérée comme anti-euro voire anti-Union européenne. Ses dirigeants adoptent ainsi progressivement une attitude plus modérée vis-à-vis de l'UE, au point que le président du Conseil Giuseppe Conte les qualifient d'« européanistes critiques » en août 2019.

### État et citoyenneté
Le mouvement milite pour la limitation du nombre de mandats à deux pour les parlementaires et pour toute autre charge publique, la suppression des privilèges parlementaires, l'interdiction du cumul des mandats pour les parlementaires, la participation directe des citoyens par Internet à toute réunion publique.
D'idéologie anti-patriarcale, l'inéligibilité pour les citoyens condamnés est une des mesures phares du mouvement de Beppe Grillo, mais aussi l'abolition des remboursements de frais de campagne pour les candidats aux diverses élections, ainsi que l'enseignement obligatoire de la Constitution avec examen pour tout représentant public.

### Énergie
En 2017, le Mouvement 5 étoiles est favorable aux énergies renouvelable et à la taxation des énergies fossiles.

### Transports
Le programme prévoit notamment une augmentation de la mobilité électrique et de l’usage des transports en commun (métro, bus et covoiturage).
Le programme propose également l’arrêt des travaux pour la LGV Lyon-Turin.

### Information
Pour le M5S, « l’information est l’un des fondements de la démocratie et de la survie individuelle ». La production de l’information doit être décentralisée et détachée des intérêts des grandes multinationales ou des groupes de pression économiques.
Le programme se concentre sur l’accès et l’utilisation d’Internet contre la concentration des médias, le mouvement veut :
- interdire à tout actionnaire de posséder plus de 10 % d’un journal ou d’une chaîne de télévision nationale
- ne laisser subsister qu’une chaîne de télévision publique, sans publicité, indépendante des partis, et avec un contenu culturel et informatif
- supprimer le financement public des journaux
- interdire aux banques ou aux établissements publics de devenir actionnaires des maisons d’édition.

### Économie
Le Mouvement 5 étoiles demande la renégociation de la dette italienne.

### Immigration
Beppe Grillo est favorable au maintien de l'interdiction du droit du sol pour les enfants d'immigrés. Il condamne la « gauche caviar », selon lui coupable « de vouloir justifier l’entrée de n’importe qui en Italie », et propose d’instaurer des vols à bas prix depuis l’île de Lampedusa pour permettre aux migrants illégaux de quitter plus facilement le pays. Le Mouvement 5 étoiles préconise d’accélérer les procédures de demande d’asile pour, le cas échéant, renvoyer plus rapidement les requérants refoulés. Pour Vera Capperucci, historienne des partis politiques italiens, le M5S développe depuis sa naissance une ligne « sévère et contraire à l’immigration ». Le gouvernement dirigé par le Parti démocrate conduit une politique « identique, sur de nombreux points, à celle imaginée par Manlio Di Stefano [pour le M5S] depuis 2014 ».

### Santé
Celeste D'Arrando est la chef de file du groupe M5S à la commission permanente des affaires sociales  et première signataire de la résolution contre l'obésité infantile .

### Droits LGBT
Les élus du mouvement sont connus pour leur défense des droits LGBT : ils ont notamment déposé au Parlement des propositions de lois visant à légaliser le mariage homosexuel. Cependant, les sénateurs s'abstiennent lors du vote de la loi sur les unions civiles, en mai 2016, en raison de l'introduction dans le projet de la possibilité d'adopter ; selon les observateurs, cette position viserait à éviter au parti des répercussions politiques venant du centre droit, opposé à la loi, et à éviter de contribuer à une victoire politique du gouvernement Renzi.

### Démocratie directe
Le mouvement met en avant les principes de démocratie directe via l'usage de référendum. Lors de l'accession au pouvoir du parti en 2018, Riccardo Fraccaro, un membre du M5S fervent partisan du recours à de tel scrutin, devient ministre de la Démocratie directe, une première mondiale. Fraccaro annonce pour objectif d'abaisser le quorum de 50 % de participation en vigueur en Italie, ce dernier ayant causé l'échec des deux tiers des référendums italiens depuis l'après-guerre, ainsi que l'introduction de référendum d'origine populaire devant permettre aux citoyens de soumettre au vote des propositions de loi.
Le fonctionnement interne du mouvement repose sur une plate-forme informatique baptisée Rousseau qui appartient à Davide Casaleggio (en), président unique et à vie d’après les statuts, association qui prélève 300 € par mois aux élus du mouvement, ce qui représente 8 à 9 millions d’euros par législature. Sur cette plate-forme sont gérés les données personnelles des adhérents et leurs votes (choix politiques, candidats) et l’association a souvent fait l’objet d’amendes de la part de l’autorité garante des droits, dont une de 50 000 € en avril 2019.
Le 21 février 2019, la Chambre des députés approuve le projet de réforme porté par Riccardo Fraccaro. La réforme prévoit d'introduire la possibilité de référendum législatif portant sur une proposition de loi. De plus, le quorum de 50 % de participation serait changé pour tous les référendums populaires en un quorum de votes en faveur de la proposition au moins égal à 25 % des inscrits,.

## Alliance européenne
De 2014 à 2019, le mouvement est affilié au groupe parlementaire européen Europe de la liberté et de la démocratie directe (ELDD), une ancienne formation eurosceptique et anti-immigration réunissant notamment les partis d'extrême droite britannique et allemand UKIP de Nigel Farage et l'AfD d'Alexander Gauland . En 2014, est organisée à Bruxelles une réunion de dirigeants eurosceptiques à laquelle participe le représentant du Mouvement 5 étoiles Beppe Grillo, accompagné de Nigel Farage, Nicolas Dupont-Aignan et Pános Kamménos.
Le 9 janvier 2017, Beppe Grillo propose aux membres du M5S, à la surprise générale et en raison du Brexit ainsi que d'une dispute liée à l’utilisation des fonds du groupe par l'UKIP (Nigel Farage ayant pioché dedans à la suite du référendum britannique laissant le groupe désargenté), de remplacer cette alliance par une adhésion à l'Alliance des démocrates et des libéraux pour l'Europe (ADLE), un groupe parlementaire centriste, libéral et fédéraliste. Cette proposition est approuvée par 78,5 % des votants en ligne, mais est rejetée le jour même par l'ADLE (bien que son président, Guy Verhofstadt, avait négocié l'arrivée du groupe de Beppe Grillo dans l'espoir de se faire élire président du Parlement européen, position critiquée par plusieurs centristes français comme Sylvie Goulard et Marielle de Sarnez).
Finalement, Beppe Grillo prend la décision de maintenir la délégation européenne du Mouvement cinq étoiles au sein du groupe ELDD mais abandonne la vice-présidence du groupe. Deux eurodéputés du mouvement contestent cette décision et quittent le groupe EFDD : Marco Zanni rejoint le groupe Europe des nations et des libertés (ENL) et Marco Affronte le groupe des Verts/ALE.
Après 5 années d'Isolement au parlement européen, de 2019 à 2024, le Mouvement 5 étoiles rejoint finalement en 2025 le Groupe de la Gauche au Parlement européen, un revirement faisant fi des anciennes alliances du parti avec des formations d'extrême droite tel que la Ligue italienne ou le Parti populaire danois. 

## Résultats électoraux

### Élections parlementaires
| Année | Chambre des députés | Chambre des députés | Sénat | Sénat     | Gouvernement          |
| Année | %                   | Mandats             | %     | Mandats   | Gouvernement          |
| ----- | ------------------- | ------------------- | ----- | --------- | --------------------- |
| 2013  | 25,6                | 109 / 630           | 23,8  | 54 / 315  | Opposition            |
| 2018  | 32,7                | 228 / 630           | 32,2  | 112 / 315 | Conte I et II, Draghi |
| 2022  | 15,43               | 52 / 400            | 15,6  | 28 / 200  | Opposition            |

### Élections régionales

#### Abruzzes
| Année | Voix    | %     | +/-  | Sièges  | +/- | Gouvernement      |
| ----- | ------- | ----- | ---- | ------- | --- | ----------------- |
| 2014  | 143 779 | 21,36 | Nv.  | 10 / 31 | 10  | Dans l'opposition |
| 2019  | 118 273 | 19,73 | 1,63 | 7 / 31  | 3   | Dans l'opposition |

#### Vallée d'Aoste
| Année | Voix  | %     | +/-  | Sièges | +/- | Gouvernement        |
| ----- | ----- | ----- | ---- | ------ | --- | ------------------- |
| 2013  | 4 773 | 6,52  | Nv.  | 2 / 35 | 2   | Opposition          |
| 2018  | 6 652 | 10,44 | 3,92 | 4 / 35 | 2   | Opposition          |
| 2020  | 2 589 | 3,91  | 6,5  | 0 / 35 | 4   | Extra-parlementaire |

#### Basilicate
| Année | Voix   | %     | +/-   | Sièges | +/- | Gouvernement |
| ----- | ------ | ----- | ----- | ------ | --- | ------------ |
| 2013  | 21 219 | 8,97  | Nv.   | 2 / 21 | 2   | Opposition   |
| 2019  | 58 658 | 20,27 | 11,30 | 3 / 21 | 1   | Opposition   |

#### Calabre
| Année | Voix   | %    | +/-  | Sièges | +/-           | Gouvernement        |
| ----- | ------ | ---- | ---- | ------ | ------------- | ------------------- |
| 2014  | 39 658 | 4,90 | Nv.  | 0 / 31 | en stagnation | Extra-parlementaire |
| 2020  | 48 874 | 6,27 | 1,37 | 0 / 31 | en stagnation | Extra-parlementaire |
| 2021  | 49 414 | 6,48 | 0,21 | 2 / 31 | 2             | Opposition          |

#### Campanie
| Année | Voix    | %     | +/-   | Sièges | +/-           | Gouvernement        |
| ----- | ------- | ----- | ----- | ------ | ------------- | ------------------- |
| 2010  | 36 792  | 1,33  | Nv.   | 0 / 60 | en stagnation | Extra-parlementaire |
| 2015  | 387 546 | 17,01 | 15,68 | 7 / 51 | 7             | Opposition          |
| 2020  | 233 974 | 9,92  | 7,01  | 7 / 51 | 0             | Opposition          |

#### Émilie-Romagne
| Année | Voix    | %     | +/-  | Sièges | +/- | Gouvernement |
| ----- | ------- | ----- | ---- | ------ | --- | ------------ |
| 2010  | 126 619 | 6,00  | Nv.  | 2 / 50 | 2   | Opposition   |
| 2014  | 159 456 | 13,26 | 7,26 | 5 / 50 | 3   | Opposition   |
| 2020  | 102 595 | 4,74  | 8,53 | 2 / 50 | 3   | Opposition   |

#### Frioul-Vénétie Julienne
| Année | Voix   | %     | +/-  | Sièges | +/- | Gouvernement |
| ----- | ------ | ----- | ---- | ------ | --- | ------------ |
| 2013  | 54 952 | 13,75 | Nv.  | 5 / 49 | 5   | Opposition   |
| 2018  | 29 810 | 7,06  | 6,69 | 4 / 49 | 1   | Opposition   |
| 2023  | 9 486  | 2,40  | 4,66 | 1 / 48 | 3   | Opposition   |

#### Latium
| Année | Voix    | %     | +/-   | Sièges  | +/- | Gouvernement |
| ----- | ------- | ----- | ----- | ------- | --- | ------------ |
| 2013  | 467 249 | 16,64 | Nv.   | 7 / 51  | 7   | Opposition   |
| 2018  | 559 752 | 22,06 | 5,42  | 10 / 51 | 3   | Opposition   |
| 2023  | 132 267 | 8,54  | 13,52 | 5 / 51  | 5   | Opposition   |

#### Ligurie
| Année | Voix    | %     | +/-   | Sièges | +/- | Gouvernement |
| ----- | ------- | ----- | ----- | ------ | --- | ------------ |
| 2015  | 120 219 | 22,29 | Nv.   | 6 / 31 | 6   | Opposition   |
| 2020  | 48 722  | 7,78  | 14,51 | 2 / 31 | 4   | Opposition   |

#### Lombardie
| Année | Voix    | %     | +/-   | Sièges  | +/-           | Gouvernement        |
| ----- | ------- | ----- | ----- | ------- | ------------- | ------------------- |
| 2010  | 99 390  | 2,33  | Nv.   | 0 / 80  | en stagnation | Extra-parlementaire |
| 2013  | 775 211 | 14,34 | 12,01 | 9 / 80  | 9             | Opposition          |
| 2018  | 933 243 | 17,80 | 3,46  | 13 / 80 | 4             | Opposition          |
| 2023  | 113 229 | 3,93  | 13,87 | 3 / 80  | 10            | Opposition          |

#### Marches
| Année | Voix    | %     | +/-   | Sièges | +/- | Gouvernement |
| ----- | ------- | ----- | ----- | ------ | --- | ------------ |
| 2015  | 100 202 | 18,89 | Nv.   | 5 / 31 | 5   | Opposition   |
| 2020  | 44 330  | 7,12  | 11,77 | 2 / 31 | 3   | Opposition   |

#### Molise
| Année | Voix   | %     | +/-   | Sièges | +/-           | Gouvernement        |
| ----- | ------ | ----- | ----- | ------ | ------------- | ------------------- |
| 2011  | 4 083  | 2,27  | Nv.   | 0 / 30 | en stagnation | Extra-parlementaire |
| 2013  | 20 437 | 12,18 | 9,91  | 2 / 21 | 2             | Dans l'opposition   |
| 2018  | 45 886 | 31,57 | 19,39 | 6 / 21 | 4             | Dans l'opposition   |

#### Ombrie
| Année | Voix   | %     | +/-  | Sièges | +/- | Gouvernement      |
| ----- | ------ | ----- | ---- | ------ | --- | ----------------- |
| 2015  | 51 203 | 14,55 | Nv.  | 2 / 21 | 2   | Dans l'opposition |
| 2019  | 30 953 | 7,41  | 7,14 | 1 / 21 | 1   | Dans l'opposition |

#### Piémont
| Année | Voix    | %     | +/-   | Sièges | +/- | Gouvernement      |
| ----- | ------- | ----- | ----- | ------ | --- | ----------------- |
| 2010  | 69 448  | 3,67  | Nv.   | 2 / 60 | 2   | Dans l'opposition |
| 2014  | 396 295 | 20,35 | 16,68 | 8 / 51 | 6   | Dans l'opposition |
| 2019  | 240 975 | 12,55 | 7,80  | 5 / 51 | 3   | Dans l'opposition |

#### Pouilles
| Année | Voix    | %     | +/-  | Sièges | +/- | Gouvernement      |
| ----- | ------- | ----- | ---- | ------ | --- | ----------------- |
| 2015  | 275 114 | 17,19 | Nv.  | 8 / 51 | 8   | Dans l'opposition |
| 2020  | 165 243 | 9,86  | 7,33 | 5 / 51 | 3   | Dans l'opposition |

#### Sardaigne
| Année | Voix   | %    | +/- | Sièges | +/- | Gouvernement      |
| ----- | ------ | ---- | --- | ------ | --- | ----------------- |
| 2019  | 68 636 | 9,72 | Nv. | 6 / 60 | 6   | Dans l'opposition |

#### Sicile
| Année | Voix    | %     | +/-   | Sièges  | +/- | Gouvernement      |
| ----- | ------- | ----- | ----- | ------- | --- | ----------------- |
| 2012  | 285 202 | 14,88 | Nv.   | 15 / 90 | 15  | Dans l'opposition |
| 2017  | 513 359 | 26,67 | 11,79 | 20 / 70 | 5   | Dans l'opposition |

#### Toscane
| Année | Voix    | %     | +/-  | Sièges | +/- | Gouvernement      |
| ----- | ------- | ----- | ---- | ------ | --- | ----------------- |
| 2015  | 200 771 | 15,00 | Nv.  | 5 / 41 | 5   | Dans l'opposition |
| 2020  | 113 386 | 7,02  | 7,98 | 2 / 41 | 3   | Dans l'opposition |

#### Trentin-Haut-Adige
| Année | Voix   | %             | +/-               | Sièges | +/- | Gouvernement      |
| ----- | ------ | ------------- | ----------------- | ------ | --- | ----------------- |
| 2013  |        |               |                   | 3 / 70 | 3   | Dans l'opposition |
| 2018  | 3 / 70 | en stagnation | Dans l'opposition |        |     |                   |
| 2023  | 0 / 70 | 3             |                   |        |     |                   |

#### Vénétie
| Année | Voix    | %     | +/-  | Sièges | +/-           | Gouvernement        |
| ----- | ------- | ----- | ---- | ------ | ------------- | ------------------- |
| 2010  | 57 848  | 2,58  | Nv.  | 0 / 60 | en stagnation | Extra-parlementaire |
| 2015  | 192 630 | 10,41 | 7,83 | 5 / 51 | 5             | Dans l'opposition   |
| 2020  | 55 281  | 2,69  | 7,72 | 1 / 51 | 4             | Dans l'opposition   |

### Élections européennes
| Année | Voix      | %    | Sièges  |
| ----- | --------- | ---- | ------- |
| 2014  | 5 807 362 | 21,1 | 17 / 73 |
| 2019  | 4 569 020 | 17,1 | 14 / 76 |
| 2024  | 2 333 193 | 10,0 | 8 / 76  |